# PDF24 Creator
PDF24 Creator est un logiciel développé par l'entreprise allemande Geek Software GmbH, permettant la création de fichiers PDF à partir de n'importe quelle application, ainsi que la conversion de fichiers vers le format PDF. Le logiciel est distribué sous une licence propriétaire de type freeware.

## Historique
Le développement du logiciel a débuté en Allemagne en 2006, initialement sous le nom de PDFDrucker. Le développement du logiciel est toujours actif. Il est disponible en 32 langues, notamment en anglais et en allemand.

## Fonctionnalités
PDF24 Creator s’installe comme une imprimante virtuelle à l’aide d’un pilote de périphérique dans le système d’exploitation. Cela permet de générer des fichiers PDF directement depuis n’importe quelle application disposant d’une fonction d'impression. Les commandes d'impression sont ensuite utilisées pour créer le fichier PDF.
Le logiciel utilise plusieurs composants open source, notamment PDFBox, QPDF et Ghostscript, qui sont installés comme des instances privées spécifiques à PDF24 Creator. Après l’impression d’un document sur l’imprimante PDF24, un assistant s’ouvre automatiquement, permettant d’éditer ou de traiter davantage le fichier PDF généré.
Depuis la version 10.0.0, le logiciel inclut une boîte à outils élargie.
Parmi les fonctionnalités disponibles, on peut citer,:
- Fusion de plusieurs fichiers PDF en un seul
- Rotation, extraction, insertion de pages
- Aperçu intégré pour l’édition de fichiers PDF
- Chiffrement, déchiffrement et signature de documents PDF
- Modification des métadonnées (auteur, titre, etc.)
- Compression de fichiers PDF pour réduire leur taille
- Ajout de filigrane ou estampillage de fichiers PDF
- Assemblage de pages avec un fond de type « papier numérique »
- Conversion vers et depuis le format PDF
- Création de plusieurs imprimantes PDF pour des usages différents (depuis la version 7.7.0)
- Lecteur PDF intégré, léger et complet (depuis la version 8.7.0)
- Moteur de reconnaissance optique de caractères (Tesseract OCR) (depuis la version 8.8.0)
- Noircissement de contenu dans les PDF (fonction de caviardage, depuis la version 10.0.0)

## Répartition et utilisation
PDF24 Creator a été téléchargé plus de cinq millions de fois. Il figurait parmi les trois premiers logiciels de traitement de PDF en Allemagne en 2017.